# Dinastia Lodi
Els lodis foren una dinastia afganesa de l'Índia. Van governar a diversos lloc però els més importants foren els sultans de Delhi. Aquesta dinastia a Delhi va tenir només tres sultans:
- Bahlul Xah Lodi 1452-1489
- Sikandar Lodi 1489-1517
- Ibrahim Lodi 1517-1526

## Origen
Els afganesos emigraven des de l'Afganistan cap a l'Índia i en temps de guerra servien als exèrcits i en la pau feien de comerciants. Els primers emigrants venien de Roh i ja el 711/712 van estar en les forces de Muhàmmad ibn al-Qàssim que va envair el Sind. Els afganesos eren aliats políticament als hindushàhides de Lahore i van rebre d'aquests el govern d'una petita part del Lamghan. Van construir una fortalesa a les muntanyes de Peshawar per protegir el Panjab. Sota el govern d'Alptigin de Gazni, el comandant militar Sebuktegin (després emir) va fer una incursió contra Lamghan i Multan i els afganesos van demanar ajut al indushàhida Jaipal que va designar al cap lodi Shaykh Hamid Lodi com el seu virrei al Lamghan i Multan i aquest va distribuir als seus propis homes pels diversos governs locals de la regió. Fou així com els afganesos van agafar un paper polític important; el seu domini abraçava ara no sols el Lamghan i Multan sinó que s'estenia al sud fins a Bannu i el que després fou Dera Ismail Khan. Els lodis eren un clan de la tribu ghilzai o ghalzay, una important tribu afganesa.

## Multan
La dinastia Banu Sama de Multan fou derrocada vers 980 o 985 en un cop d'estat dirigit per un agitador ismaïlita favorable als fatimites, establint un règim xiïta aliat als ismaïlites d'Alamut; la família dels lodis paixtus que posseïen en aquesta època la terra de frontera entre Multan i Peshawar, es van convertir a aquesta tendència. El fundador de l'estat ismaïlita de Multan fou Jalam ibn Shaiban (985- ?) i la dinastia fou coneguda com a sumra o dels sumres. El virrei Shaykh Hamid Lodi (Hamid ibn Jalam) va agafar el control vers 988. El va succeir el 997 el seu fill Nasr ibn Hamid Lodi i després el fill d'aquest Abu l-Fath Daud o Dawud ibn Nasr Lodi que ja governava el 1005 i el 1008 va esdevenir feudatari gaznèvida. Un fort element afganès apareix als exèrcits gaznèvides i gúrides. Shihab al-Din (Muizz al-Din Muhammad) de Ghor, en la seva tercera campanya a l'Índia, portava una dotze mil cavallers afganesos mercès als quals va poder derrotar el raja Pithawara de Delhi. Al final de la campanya vint mil afganesos foren instal·lats pel sultà a Roh i la regió que anava entre Kabul i l'Indus, per preparar la conquesta de l'Índia. Cada clan afganes va rebre una ikta o feu.
Els afganesos van dominar grans territoris servint a l'exèrcit gúrida. El 1186/1187 un afganès, Ali Kimakh, fou nomenat governador de Multan. Sota el sultà Giyas-ad-Din Balban (1266-1287/1288) van ser establerts en guarnició a Bhojpur, Kampila i Patiali per lluitar contra els rebels hindús del Doab. Sota Muhàmmad ibn Tughluq (1325-1351) es van revoltar a Multan (1341) dirigits pel seu cap Malik Shah Lodi; el governador de Multan fou assassinat i Malik Shah va agafar el control.
Durant la invasió de l'Índia per Tamerlà el 1398, grups afganesos van combatre dels dos costats. Malik Khidr Lodi, Malik Baha al-Din Juwani, Malik Yusuf Sarwani i Malik habib Niyazi es van unir a Tamerlà amb 12.000 soldats. Fou en aquesta època quan va arribar a Multan (procedent de Balot a la frontera amb el Balutxistan) el comerciant Malik Bahram. Aquest va disputar amb els seus germans Malik Mahmud i Malik Mawji i es va posar al servei del governador de Multan pels tughlúquides de nom Malik Mardan Dawlat però conegut com a Malik al-Shark Nasir al-Mulk. Malik Bahram va organitzar una milícia tribal i a la seva mort els seus fills Sultan Shah Lodi, Malik Firuz, Malik Muhammad, Malik Khwadja i Malik Kala van seguir a Multan, amb el fill gran com a cap de la milícia.
Multan, després de la mort del sultà de Delhi Firuz Xah Tughluq (1351-1388), va canviar diverses vegades de mans en els següents anys d'inestabilitat. Malik Mardan Dawlat o Malik al-Shark Nasir al-Mulk va morir i el seu fill Malik Shaykh fou reconegut successor pel sultà Firuz Xah; va governar poc temps i el va succeir un altre fill, en aquest cas adoptiu, Malik Sulayman, confirmat també per Firuz Xah. A la mort de Malik Sulayman en data incerta però anterior al 1395 el va succeir el seu fill Khidr Khan que fou el fundador de la dinastia dels Sayyids i conegut com a Sayyid Khidr Khan, que fou reconegut i nomenat pel sultà tughlúquida de Delhi. Sultan Shah Lodi, el cap dels mercenaris, va servir lleialment a Khidr Khan i van donar suport al sultà Nàssir-ad-Din Mahmud Xah Tughluq; el 1395 Khidr Khan es va enfrontar a Sarang Khan, governador de Dipalpur (i germà de Mallu Ikbal, influent amir del sultà de Delhi), i fou fet presoner; Sarang va ocupar Multan. Però el 8 d'octubre de 1397 Sarang fou derrotat per Tatar Khan (wazir de Nusrat-Xah Tughluq, un pretendent tughlúquida 1395-1399) a la batalla de Kotla; Khidr Khan que per aquest temps es va poder escapar i es va unir a Tamerlà que poc després va envair el Panjab; l'avantguarda anava manada pel net de Tamerlà, Pir Muhàmmad. Al seu darrere Tamerlà va creuar l'Indus el setembre de 1397 i va marxar cap a Delhi. Després d'haver hagut d'aixecar el setge d'Uchch, el net de Tamerlà va derrotar a Sarang Khan a la vora del Beas i va atacar Multan que es va rendir després d'un setge (1398). Sarang Khan Lodi va ser executat i Sayyid Khidr Khan fou reinstal·lat com a governador.
Mentre Tamerlà s'havia acostat a Delhi i el sultà Mahmud i Mallu Ikbal havien preparat la defensa amb un exèrcit de 4000 cavallers i 5000 infants que comptava amb 27 elefants. Van aguantar el primer atac del gran conqueridor prop de Jahanpanah (on Tamerlà havia establert el seu quarter) i encara que després del xoc Mallu Ikbal va fugir, després va tornar. El 18 de desembre de 1397 Mallu i Mahmud van tornar a enfrontar a Tamerlà que disposava de deu mil cavallers i 40.000 infants, i foren totalment derrotats. Mallu va fugir a Baran i Mahmud a Gujarat i després a Malwa. Delhi fou saquejada durant 15 dies i els seus habitants massacrats o esclavitzats, però Tamerlà no hi va restar i va abandonar la capital, cosa que el pretendent Nusrat Khan Tughluq va aprofitar per ocupar Delhi (gener del 1399) pero Mallu Ikbal va retornar poc després i el va expulsar cap al Mewat on Nusrat va morir al cap de poc. Mallu va cridar a Mahmud a Delhi i el va fer proclamar novament el 14 d'octubre de 1401. Aquest mateix 1401 Mahmud i Ikbal van atacar a Ibrahim Sharki de Jaunpur. Però Mahmud, que no estava d'acord amb el poder absolut que exercia el seu ministre, es va passar a Ibrahim. Com que no fou tractat per Ibrahim amb el respecte propi d'un sultà, Mahmud va fugir a Kanauj on es va establir, i que Mallu Ikbal va intentar conquerir sense èxit. Així el sultà verdader estava a Kanauj i Mallu Ikbal exercia el poder efectiu a Delhi.

## Sirhind
L'11 o el 14 de novembre de 1405 Mallu Ikbal es va enfrontar a Khidr Khan i fou derrotat i mort per aquest a la vora del Dhanda al districte d'Ajudhan. Panjab i Multan esdevingueren un estat independent en el qual Sultan Shah Lodi (també Islam Khan) fou nomenar governador de Sirhind, disposant d'un fort contingent de 12.000 homes la major part de la seva pròpia tribu; el germà de Sultan Shah Lodi, Malik Kala, es va casar amb una neboda filla de Sultan Shah i va rebre en feu Dawrala (a la regió de Sirhind) i es va posar al servei de Nasir Khan que havia estat nomenat governador de Multan per Khidr Khan. Malik Kala va tenir en aquest temps (l'any no se sap) un fill de nom Bahlul que fou el fundador de la dinastia Lodi; Malik Kala va morir en una batalla contra els niyazis, emigrants a la vall de l'Indus, i el seu jove fill fou criat per Malik Sultan Shah Lodi a Sirhind que el va casar amb la seva filla Shams Khatun. De jove es va dedicar al comerç de cavalls i va arribar a vendre els millors al sultà Sayyid Muhàmmad-Xah (1435-1445) i en pagament li fou concedida una pargana en jagir i se li va donar el títol d'amir. Es diu que un dia va anar a Samana i va visitar junt amb dos companys al santó local Sayyid Abban; aquest va demanar 2000 tankes a canvi del tron de Delhi; només en tenia 1300 que les va posar i se li van acceptar i el va declarar futur sobirà de Delhi.
A la mort de Sultan Shah Lodi (març de 1413), aquest havia designat hereu a Bahlul en preferència al seu fill gran Kutb Khan, i la milícia afganesa es va dividir entre tres pretendents: Kutb Khan, Malik Firuz (germà de Sultan Shah Lodi) i Bahlul. Firuz va donar suport a Bahlul mentre Kutb Khan rebia el suport de Sayyid Muhàmmad-Xah; aquest darrer va enviar un exèrcit manat pel seu wazir Malik Sikandar Tuhfa i per Jasrath Khokar per expulsar a Bahlul de Sirhind; els afganesos foren derrotats i Bahlul va fugir a les muntanyes, mentre Malik Firuz fou fet presoner i el seu fill Malik Shahin Khan va morir en combat. Quan Jasrath va retornar al Panjab, Bahlul va reagrupar al seu exèrcit dispersat i Malik Firuz al mateix temps va aconseguir fugir de Delhi i reunir-se amb el seu nebot. El 1436 les forces reunides de Bahlul i Firuz van recuperar Sirhind. El sultà va enviar llavors un exèrcit sota el comandament del seu oficial Hadjdji Shudani conegut com a Husam Khan, però fou derrotat a Kara (lloc no identificar proper a Khidrabad Sadhura, i que podria ser Kharar al districte d'Ambala). Husam Khan es va retirar a Delhi i Bahlul es va apoderar de part del Panjab incloent Lahore.
Quan el sultà de Malwa Mahmud Shah I va envair el territori del sultanat de Delhi el 1440, el sultà Sayyid Muhàmmad-Xah li va demanar ajut i Bahlul va acceptar a canvi que el wazir Husam Khan fos substituït pel seu propi recomanat, Hamid Khan. El sultà s'hi va avindre i va fer matar Husam Khan. Llavors Bahlul es va incorporar a l'exèrcit imperial amb 8000 milicians afganesos, junt a 20.000 soldats imperials a cavall. Va estar llest a la batalla i va derrotar les forces de Malwa, i el sultà de Malwa va demanar la pau i es va retirar ràpid cap a la seva capital Mandu on havia esclatat una revolta i el sultà Ahmad del Gujarat estava envaint el país. L'exèrcit de Malwa en retirada fou atacat per Bahlul i el sultà li va donar a aquest el títol de Khan-i-Khanan i li va reconèixer els territoris que ja ocupava al Panjab incloent Lahore i Dipalpur.
Tot seguit es va revoltar contra Sayyid Muhàmmad-Xah i es va annexionar Sunam, Hisar Firuza i altres regions del Panjab. Fins a dues vegades va provar d'ocupar Delhi sense èxit, la primera el 1443 i la segona el 1447 durant el regant de Sayyid Alà-ad-Din Àlam-Xah (1445-1451). Alà-ad-Din era un sultà feble que de fet només governava a una trentena de km a l'entorn de Delhi (la dita "Dihli ta Palam badshahi Sha Alam" = "L'autoritat d'Àlam Xah s'estén de Delhi a Palam", es va fer famosa). El sulta va decidir executar al seu wazir Hamid Khan que assabentat, va fugir a Badaun i després es va apoderar del palau de Delhi (1448), mentre el sultà fugia a Badaun. Mahmud Shah Sharki de Jaunpur va reclamar el tron de Delhi al·legant que el sultà Sayyid Alà-ad-Din Àlam-Xah era el germà de la seva dona. Hamid Khan es va veure en posició dèbil a causa de les maniobres del sultà i de l'hostilitat de part de la noblesa de Delhi, i va cridar a Bahlul Lodi de Sirhind. Bahlul va anar a Delhi, però hàbilment va refusar assolir el govern perquè es va adonar que les circumstàncies no eren favorables.

## Delhi
Dos anys després va ordenar al seu cosí i cunyat Kutb Khan Lodi (amb el qual s'havia reconciliat feia temps) l'arrest d'Hamid Khan, del que no es fiava, i va proposar pel tron a Sayyid Alà-ad-Din Àlam-Xah, però aquest va abdicar a favor de Bahlul preferint viure una vida fàcil allunyat del poder a Badaun on va restar fins a la seva mort el juliol del 1478. Així Bahlul va pujar al tron de Delhi el 19 d'abril de 1451 amb el títol d'Abu l-Muzaffar Bahlul Shah. Kutb Khan Lodi per orde de Bahlul va enverinar a Hamid Khan poc després. Però els nobles de Delhi eren contraris quasi tots als clans nobles afganesos (lodis, nuhanis, farmulis i sarwanis, dels quals Bahlul es considerava com un "primus inter pares"), i la reina Bibi Raji, van cridar Mahmud Shah Sharki per assolir el poder (1452).
Aquest va reunir un exèrcit amb 170.0000 homes la major part cavallers (i amb 1800 elefants) i va avançar fins a la capital Delhi que va atacar. Delhi fou defensada per Khwadja Bayazid, fill de Bahlul Lodi, el qual estava a Dipalpur, i que va retornar ràpidament amb set mil homes; Mahmud, assabentat de l'arribada de Bahlul, va enviar 30.000 homes i 30 elefants manats per Darya Khan Lodi i Fath Khan Harawi que es van lliurar batalla a Narela (a uns 30 km al nord de Delhi); Darya Khan, que era també afganès lodi com Bahlul, va ser guanyat a la causa d'aquest per Sayyid Shams al-Din, i va desertar, desmoralitzant a l'exèrcit de Mahmud que tot i ser superior numèricament fou derrotat. Fath Khan fou fet presoner i executat. Mahmud Shah es va haver de retirar cap a Juanpur. Bahlul llavors va decidir estendre els seus territoris i va ocupar Rapri i Etawah; en aquesta ciutat es van enfrontar altre cop els dos exèrcits (856 de l'hègira, 1452/1453) sense un guanyador clar; això va impulsar la pau ajustada per la mediació d'un costat de Kutb Khan, el cosí i cunyat de Bahlul Lodi, i de l'altra de Ray Pratan, senyor de Bhongaon i Kampil. Bahlul havia de retornar el sets elefants que havia capturat a Narela i els dos estats conservarien els seus territoris dins els límits que tenien en temps d'Ibrahim Shah Sharki i de Sayyid Mubarak-Xah (1421-1435) excepte Shamsabad que seria cedida a Bahlul.
El 1456 o inicis del 1457 es va reprendre la lluita entre Jaunpur i Delhi quan el governador xàrquida de Shamsabad, Djawna Khan, va refusar entregar la ciutat a Bahlul tal com s'havia pactat. La ciutat fou ocupada per la força i en fou nomenat governador Ray Karan. Mahmud va anar en ajut de Djawna Khan i fou atacat de nit per Kutb Khan i Darya Khan, però foren derrotats i el primer fet presoner. Bahlul, afligit per aquesta notícia, va reunir forces i va marxar en persona contra Mahmud però aquest es va posar malalt i va morir abans de cap enfrontament (1458). El va succeir el seu fill Muhammad Shah Bhikan Khan conegut com a Muhammad Shah Sharki que va reconèixer la possessió de Shamsabad a Bahlul, però va mantenir la mobilització de l'exèrcit. Foren les seves pròpies tropes el que el van matar i va pujar al tron Husayn Shah Sharki que va signar una treva amb Bahlul Shah Lodi.
La seva reina principal Malika-i Djahan Bibi Khumza, filla de l'antic sultà de Delhi Sayyid Ala al-Din Alam Shah (1445-1451) el pressionava per atacar Delhi i restablir el poder de la seva nissaga i el 1473, aprofitant que Bahlul estava en campanya al Panjab, va envair el seu territori. L'exèrcit de Delhi era inferior i Bahlul Shah Lodi va demanar la pau que li fou refusada; però l'exèrcit de Jaunpur va patir diverses derrotes i finalment Husayn Shah va haver de fugir per cames per salvar la vida i el seu harem incloent al reina principal va caure en mans de Bahlul.
En revenja Husayn Shah Sharki, després de reorganitzar les seves forces, va atacar Etawah governada per Kutb Khan Lodi cosí i cunyat de Bahlul (1474) però fou altre cop derrotat. Un nou intent poc després va tenir el mateix resultat. Després d'un temps de pau, va tornar a entrar en guerra amb Delhi (1479), i finalment va aconseguir vencer als Lodis, però quan es retirava després de la victoria, fou atacat per Bahlul pel darrere i fou derrotat, havent de cedir per ajustar la pau Kanli, Patiala i altres viles del Doab. Hysaun Shah Sharki va reorganitzar altre cop les seves forces durant la pau que va seguir, i va reprendre la guerra el 1486 lliurant la decisiva batalla de Sunhar al districte d'Etawah on va patir una derrota completa i la seva capital, Jaunpur fou ocupada per les forces del Bahlul Shah Lodi. Poc temps després el fill d'aquest, Babrak Shah o Barbak Shah, fou nomenat virrei. Això fou un evident error polític de Bahlul, ja que donava a Barbak el poder suficient per plantar cara al seu germà Sikandar Lodi, designat successor a Delhi. Bahlul també va nomenar altres parents a importants càrrecs: Alam Lodi a Manikpur, el seu nebot Kala Pahar a Bahraich, Azam Humayun Lodi a Lakhnau i a Kalpi i Khan Jahan Lodi a Badaun; a més Nizam Khan tenia el Panjab i la major part del Doab.
A la mort de Bahlul el juny de 1488 a Mallawal (prop de Saket al costat d'Aligarh) el va succeir el seu fill Sikandar Lodi. Bahlul fou portat a Delhi i enterrat al Bagh-i Djuh. Husayn Shah Sharki, amb l'habilitat política que va mantenir al llarg de la seva vida, va aconseguir enfrontar a Barbak Shah amb el seu germà Sikandar Lodi. Pero Sikandar va enganyar i derrotar a Barbak que va caure presoner i es va apoderar del seu govern autònom (1493). Poc després Husayn va fugir de Bihar on encara es mantenia i se'n va anar a Bengala, al regne de Gaur, on el sultà Ala al-Din Husayn Shah era parent seu, i el va acollir amb honors i el va deixar residir a Khalgaon. Sikandar Lodi va confiar el Bihar a Darya Khan (1495). L'exèrcit de Delhi va arribar a Patna i va creuar el Ganges mentre que de Darwishhopur un altre contingent marxava per Kutlughpur (prop de Maner Sharif) contra Ala al-Din de Bengala; per enfrontar als lodis el sobirà de Bengala va enviar el seu fill el príncep Danyal al front de l'exèrcit, en direcció a Monghyr (Monger). Els dos exèrcits es van acarar durant un temps però no es van efrontar i finalment un pacte de no-agressió es va signar a Barh, a l'oest de Monghyr. Les fronteres en aquesta zona són indeterminades però es pensa que els lodis van arribar a dominar fins a Barh, i que Bhagalpur era el límit de les possessions bengalines per occident.
Sikandar Lodi fou un governant just, bon administrador i bon poeta. Va imposar la seva autoritat als afganesos turbulents i va introduir el sistema d'inspeccióm la verificacio de comptes i l'enregistrament d'una hilya (rotllo descriptiu).
Va morir el 1517 i el va succeir el seu fill Ibrahim Lodi (23 de novembre de 1517) que va haver de combatre el seu germà Djalal al-Din de Kalpi, i a altres rebels. Va tenir enfrontaments amb els nobles nuhanis, farmulis i lodis que van debilitar el seu poder intern. Després de nou anys de regnat va haver de lliurar una batalla defensiva a Panipat contra els invasors mogols de Baber de Fergana. El sultà, traït per Dawlat Khan Lodi, va perdre la batalla i va morir el divendres 30 d'abril de 1526, sent enterrat al costat del camí.
Els afganesos van continuar lluitant quasi un segle contra els mogols i contra els karranis i nihanis bengalís fins que foren sotmesos definitivament per Jahangir a Nekudiyala (a uns 50 km de Dhaka) el 1612.